# WWE Evolve Women's Championship
El WWE Evolve Women's Championship (Campeonato Femenino Evolve de WWE) es un campeonato femenino de lucha libre profesional creado y promovido por la empresa estadounidense WWE, que se defiende en la marca de desarrollo Evolve. El título se reveló el 7 de mayo de 2025. La campeona actual es Kali Armstrong , quien se convirtió en la campeona inaugural al derrotar a Wendy Choo, Kendal Grey y Kylie Rae, a quienes eliminó por última vez, en un combate de eliminación fatal a cuatro bandas en Evolve el 28 de mayo de 2025 ( grabado el 25 de abril).

## Historia
En julio de 2020, la empresa estadounidense de lucha libre profesional WWE adquirió la promoción independiente Evolve. En marzo de 2025, WWE lanzó una marca de desarrollo llamada Evolve, un relanzamiento de la antigua promoción, que incluía a los aprendices del WWE Performance Center, así como a los luchadores contratados por el programa de Desarrollo Independiente de WWE, En el episodio del 7 de mayo de 2025 de Evolve , la primera ministro de la marca, Stevie Turner, anunció la creación de los Campeonatos Evolve masculino y femenino. Los títulos fueron diseñados para ser defendidos exclusivamente en la marca Evolve, ofreciendo más oportunidades para los talentos novatos de la WWE, dándoles mayor exposición y oportunidades. En el episodio del 28 de mayo (grabado el 25 de abril), Kali Armstrong se convirtió en la campeona inaugural al derrotar a Wendy Choo, Kendal Grey y Kylie Rae, a quien eliminó por última vez, en una lucha de eliminación fatal a cuatro bandas. El Campeonato Femenino de Evolve se convirtió en el primer campeonato de Evolve en ser defendido en la marca NXT en el episodio del 15 de julio de NXT, donde Armstrong derrotó a Karmen Petrovic por descalificación después de la interferencia de Jordynne Grace.

## Diseño de cinturón
El diseño del cinturón del Campeonato Femenino Evolve de WWE es casi idéntico al del Campeonato Evolve de WWE, y consta del logotipo de WWE Evolve en el centro de la placa central, con las palabras "Women's" (Femenino) y "Champion" (Campeona) en la parte superior e inferior, respectivamente. Tiene cuatro placas laterales. Al igual que todos los cinturones de campeonato de la WWE, las placas laterales interiores cuentan con una sección central extraíble que se puede personalizar con el logotipo de la campeona; las placas predeterminadas presentan el logotipo de la WWE sobre un globo terráqueo. Las placas laterales exteriores también presentan el logotipo de la WWE, pero no sobre un globo terráqueo. Al igual que los demás campeonatos femeninos de la WWE, las placas son más pequeñas que las masculinas y tienen una correa blanca en lugar de negra.

## Campeones

### Lista de campeones
| N.º | Campeón        | Lucha               | Lucha  | Lucha            | Estadísticas | Estadísticas | Estadísticas      | Notas y referencias |
| N.º | Campeón        | Fecha               | Evento | Ubicación        | Reinado      | Días         | Días rec. por WWE | Notas y referencias |
| --- | -------------- | ------------------- | ------ | ---------------- | ------------ | ------------ | ----------------- | --- |
| 1   | Kali Armstrong | 25 de abril de 2025 | Evolve | Orlando, Florida | 1            | 115+         | 82+               | Derrotó a Wendy Choo, Kendal Grey y Kylie Rae, a quien venció por última vez, en un Fatal 4-Way Elimination Match para convertirse en la campeona inaugural. La WWE reconoce el inicio del reinado de Armstrong el 28 de mayo de 2025, fecha en que el episodio se emitió en diferido. |